# Parc provincial Samuel de Champlain
Cet article concerne le parc provincial de l'Ontario. Pour l'explorateur, voir Samuel de Champlain. Pour les autres significations, voir Champlain.
Le parc provincial Samuel de Champlain (anglais : Samuel de Champlain Provincial Park) est un parc provincial de l'Ontario située dans le district de Nipissing. Il protège une section de la rivière Mattawa. Il a une superficie de 25,5 km2 et a été créé en 1967. Il est administré par Parcs Ontario.

## Géographie
Le parc a une superficie de 25,5 km2. Il comprend une portion de la rivière Mattawa, une rivière du patrimoine canadien. Le parc est situé à environ 50 km à l'est de North Bay et à 15 km à l'ouest de Mattawa, sur les territoires des cantons de Mattawan et de Calvin.
Le parc partage ses limites avec les parcs provinciaux de la Rivière-Mattawa et Amable du Fond River.

### Géologie et relief
La rivière Mattawa suit une ligne de faille qui s'est produite il y a 600 millions d'années et qui coupe le parc en deux moitiés. À la fin de la glaciation du Wisconsin, il y a 11 500 ans, la région fut inondée par le lac Algonquin. Elle servit à partir d'il y a 10 500 ans d'émissaire aux Grands Lacs durant une période de 6 000 ans. Le nord du parc est composé de collines arrondi alors que le sud est une plaine.

## Histoire
La région de la rivière Mattawa est utilisé par les Amérindiens depuis au moins 6 000 ans. Le portage Campion est d'ailleurs est un site archéologique important de la rivière.
Le premier Européen à avoir visité la rivière serait Étienne Brûlé, qui remonta la rivière en 1611 pour rejoindre la Huronie pour y devenir interprète. Le premier explorateur à décrire la région fut cependant Samuel de Champlain qui rejoignit la Huronie en passant par la rivière des Outaouais, la rivière Mattawa, le lac Nipissing, la rivière des Français et le lac Huron. Jusqu'au milieu du XVIIe siècle, ce sont les Hurons et les Algonquins qui descendirent vers les postes de traite de Montréal, Trois-Rivières et Québec.